# Lucina (nome)
Lucina  è un nome proprio di persona italiano femminile.

## Varianti
- Maschili: Lucino[1], Lucinio[1]

### Varianti in altre lingue
- Latino: Lucina[3]
- Polacco: Lucyna[3]

## Origine e diffusione
Nome di scarsa diffusione in Italia, negli anni 1970 era attestato solamente nel Nord Italia con circa 1 500 occorrenze. Qualora non sia da considerare un diminutivo di Lucio, Lucia o Luce, è allora da ricondurre a Lucina, dea romana protettrice delle partorienti (o epiteto di Giunone, sempre con lo stesso ruolo): il suo nome viene tradizionalmente avvicinato al termine latino lux ("luce", in riferimento al "venire alla luce"), ma probabilmente si tratta di una paretimologia, e la radice originale starebbe nel vocabolo lucus, "bosco".

## Onomastico
L'onomastico si festeggia il 30 giugno in memoria di santa Lucina, martire leggendaria venerata a Rosate e a Cortereggio. Un'altra santa con questo nome, martirizzata assieme a sant'Antimo a Roma, è ricordata l'11 maggio.

## Persone

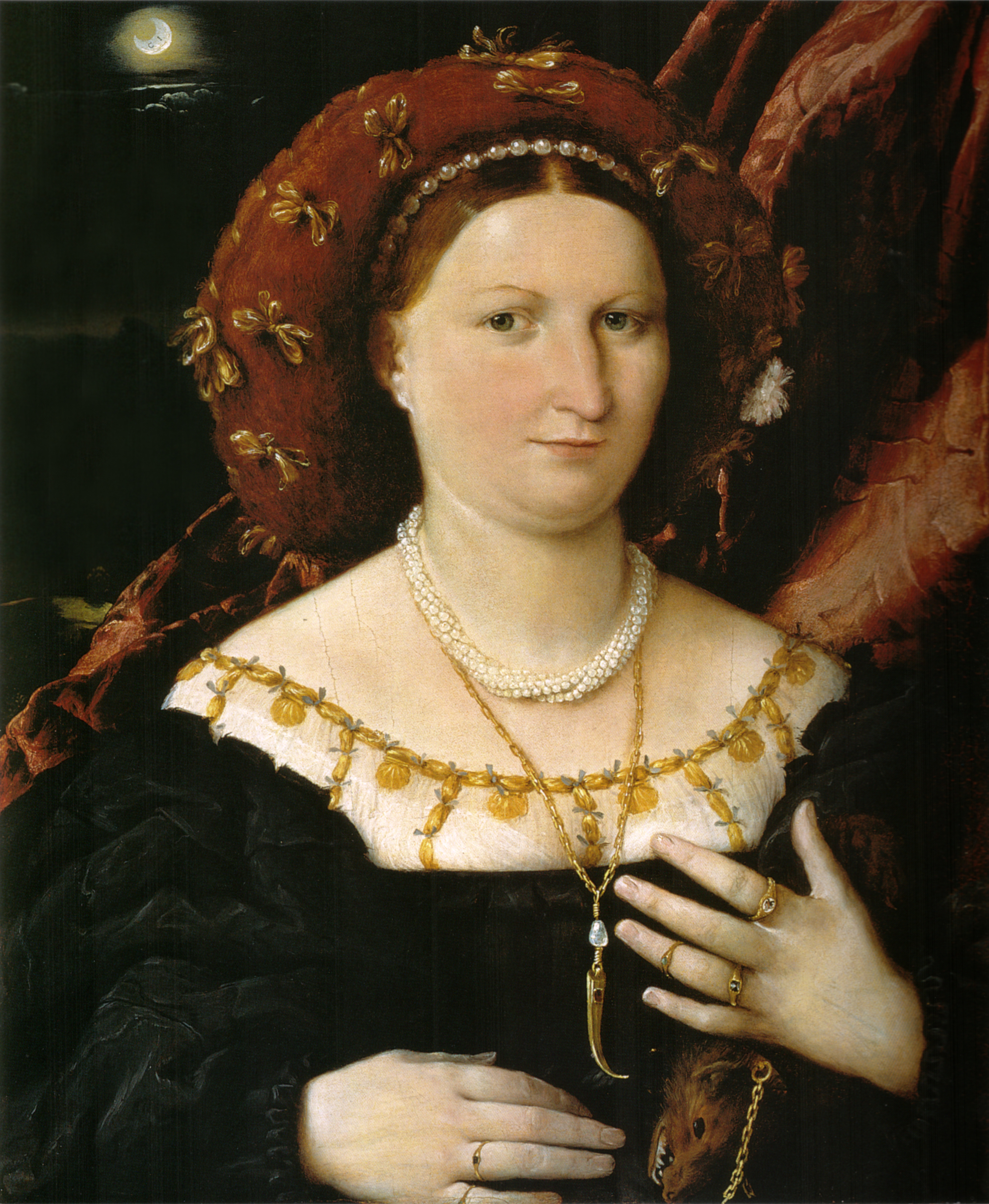
Ritratto di Lucina Brembati, nobildonna della famiglia Brembati, di Lorenzo Lotto

- Lucina Hagman, politica, scrittrice e docente finlandese
- Lucina Savorgnan, nobile italiana, dedicataria della novella Giulietta e Romeo di Luigi da Porto

### Variante Lucyna
- Lucyna Ćwierczakiewiczowa, scrittrice polacca
- Lucyna Langer, ostacolista polacca
- Lucyna Winnicka, attrice polacca

## Il nome nelle arti
- Lucina è un personaggio del romanzo di Ludovico Ariosto Orlando furioso.
- Lucina è un personaggio del videogioco Fire Emblem: Awakening.